# Polyrhachis concava
Polyrhachis concava är en myrart som beskrevs av Andre 1889. Polyrhachis concava ingår i släktet Polyrhachis och familjen myror. Inga underarter finns listade i Catalogue of Life.